# Andorrai labdarúgó-válogatott
Az andorrai labdarúgó-válogatott Andorra nemzeti csapata, amelyet az Andorrai labdarúgó-szövetség (spanyolul: Federació Andorrana de Futbol, katalánul: Selecció de futbol d'Andorra) irányít. A szövetséget 1994-ben alapították, a FIFA-hoz két évvel később, 1996-ban csatlakoztak. Szintén ebben az évben játszották első hivatalos mérkőzésüket, melyen Észtország ellen 6–1-es vereséget szenvedtek. Az UEFA legkisebb tagállamainak egyike, mindössze 4 válogatott (Liechtenstein, San Marino, Gibraltár és a Feröer-szigetek) kisebb nála. A válogatott hazai stadionja az Estadi Comunal d’Andorra la Vella, mely Andorra la Vellában található. 2014-ben mutatták be az új, műfüves talajú Nemzeti Stadiont, melynek befogadóképessége 3 306 fő.

## Történelem
A labdarúgó-szövetséget 1994-ben alapították, a nemzeti-bajnokság pedig egy évre rá 1995-ben indult.
Az Andorrai labdarúgó-válogatott az első hivatalos mérkőzését 1996-ban játszotta Észtország ellen Andorra la Vellában. A barátságos találkozón 6–1-es vereséget szenvedtek.
Nemzetközi labdarúgótorna selejtezőiben először a 2000-es Eb-selejtezőiben szerepeltek. Első tétmérkőzésükön 1998. szeptember 5-én 3–1-es vereséget szenvedtek Örményország ellen, a selejtezősorozatot pedig 10 vereséggel zárták. Mindössze 3 gólt szereztek– ebből kettőt tizenegyesből– és 28-at kaptak. A legnagyobb vereséget Oroszország ellen szenvedték el idegenben 6–1 arányban.
Történetük első világbajnoki selejtezőiben 2002-ben Ciprussal, Észtországgal, Hollandiával, Írországgal és Portugáliával kerültek egy csoportba.
Vereséget szenvedtek az összes mérkőzésen, viszont Ciprus ellen először (és eddig utoljára) szereztek tétmérkőzésen egynél több gólt, ám a mérkőzést 3–2-re elveszítették. A legsúlyosabb vereséget Portugália mérte rájuk, a spanyolországi Lleidában rendezett találkozó 7–1-gyel zárult.
A 2004-es Eb-selejtezőiben ismét vereséget szenvedtek minden mérkőzésükön. Egy gólt szereztek a sorozatban, a Bulgária elleni idegenbeli mérkőzésen. A 2006-os vb selejtezőiben aztán megtört a jég. Macedóniát hazai környezetben legyőzték 1–0 arányban. Andorra történetének első tétmérkőzésen szerzett győzelme volt ez. Ezen kívül még két 0–0-s döntetlent is elértek a selejtezők során. A macedónokkal idegenben, Finnország ellen pedig hazai pályán. Ez mindmáig az andorrai labdarúgó-válogatott legsikeresebb időszaka.
A 2008-as Európa-bajnokság selejtezőiben ismét elveszítették minden mérkőzésüket. Az utolsó selejtezőn 2007. november 21-én Oroszországtól kaptak ki 1–0-ra hazai pályán, ami az oroszok kijutását és Anglia kiesését jelentette. A legnagyobb vereségüket Andorra la Vellaban, Horvátország ellen szenvedték el 7–0 arányban. Egy Csehország elleni 8–1-es 2005-ös vb-selejtező mellett, ez a válogatott egyik legsúlyosabb veresége. A 12 mérkőzés alatt Andorra 2 gólt rúgott és 42-t kapott.
A 2010-es világbajnokság, a 2012-es Európa-bajnokság, a 2014-es világbajnokság és a 2016-os Európa-bajnokság selejtezősorozataiban elveszítették az összes mérkőzésüket. Utóbbiban négy gólt szereztek tíz mérkőzésen, érdekes módon egyik sem olyan mezőnygól volt, amit andorrai játékos szerzett, hiszen egy ciprusi öngól mellett hármat büntetőből szereztek. Mindhárom találatot Ildefons Lima szerezte.
Eddig Észtország ellen játszották a legtöbb mérkőzést, szám szerint 11-et, viszont mind a tizenegy találkozót elveszítették, 5 rúgott gól mellett 26-ot kaptak tőlük.
Andorra történetének második győzelmét szerezte tétmérkőzésen 2017. június 9-én Magyarország ellen, a 2018-as világbajnokság selejtezőjében.
2023. március 28-án EB-selejtezőn szereztek pontot Koszovóban (1:1).

## Eredmények

### Világbajnokság
| Világbajnokság | Világbajnokság | Világbajnokság | Világbajnokság | Világbajnokság | Világbajnokság | Világbajnokság | Világbajnokság | Világbajnokság | Világbajnokság | Selejtezők | Selejtezők | Selejtezők | Selejtezők | Selejtezők | Selejtezők | Selejtezők |
| Év             | Eredmény       | H.             | M              | Gy             | D              | V              | G+             | G–             | Keret          | H.         | M          | Gy         | D          | V          | G+         | G–         |
| -------------- | -------------- | -------------- | -------------- | -------------- | -------------- | -------------- | -------------- | -------------- | -------------- | ---------- | ---------- | ---------- | ---------- | ---------- | ---------- | ---------- |
| 1930–1998      | nem indult     | nem indult     | nem indult     | nem indult     | nem indult     | nem indult     | nem indult     | nem indult     | nem indult     | nem indult | nem indult | nem indult | nem indult | nem indult | nem indult | nem indult |
| 2002           | nem jutott ki  | nem jutott ki  | nem jutott ki  | nem jutott ki  | nem jutott ki  | nem jutott ki  | nem jutott ki  | nem jutott ki  | nem jutott ki  | 6.         | 10         | 0          | 0          | 10         | 5          | 36         |
| 2006           | nem jutott ki  | nem jutott ki  | nem jutott ki  | nem jutott ki  | nem jutott ki  | nem jutott ki  | nem jutott ki  | nem jutott ki  | nem jutott ki  | 7.         | 12         | 1          | 2          | 9          | 4          | 34         |
| 2010           | nem jutott ki  | nem jutott ki  | nem jutott ki  | nem jutott ki  | nem jutott ki  | nem jutott ki  | nem jutott ki  | nem jutott ki  | nem jutott ki  | 6.         | 10         | 0          | 0          | 10         | 3          | 39         |
| 2014           | nem jutott ki  | nem jutott ki  | nem jutott ki  | nem jutott ki  | nem jutott ki  | nem jutott ki  | nem jutott ki  | nem jutott ki  | nem jutott ki  | 6.         | 10         | 0          | 0          | 10         | 0          | 30         |
| 2018           | nem jutott ki  | nem jutott ki  | nem jutott ki  | nem jutott ki  | nem jutott ki  | nem jutott ki  | nem jutott ki  | nem jutott ki  | nem jutott ki  | 6.         | 10         | 1          | 1          | 8          | 2          | 23         |
| 2022           | nem jutott ki  | nem jutott ki  | nem jutott ki  | nem jutott ki  | nem jutott ki  | nem jutott ki  | nem jutott ki  | nem jutott ki  | nem jutott ki  | 5.         | 10         | 2          | 0          | 8          | 8          | 24         |
| 2026           | később         | később         | később         | később         | később         | később         | később         | később         | később         | később     | később     | később     | később     | később     | később     | később     |
| Összesen       | 0/22           | –              | –              | –              | –              | –              | –              | –              | –              | Összesen   | 62         | 4          | 3          | 55         | 22         | 186        |

### Európa-bajnokság
| Európa-bajnokság | Európa-bajnokság | Európa-bajnokság | Európa-bajnokság | Európa-bajnokság | Európa-bajnokság | Európa-bajnokság | Európa-bajnokság | Európa-bajnokság | Európa-bajnokság | Selejtezők | Selejtezők | Selejtezők | Selejtezők | Selejtezők | Selejtezők | Selejtezők |
| Év               | Eredmény         | H.               | M                | Gy               | D                | V                | G+               | G–               | Keret            | H.         | M          | Gy         | D          | V          | G+         | G–         |
| ---------------- | ---------------- | ---------------- | ---------------- | ---------------- | ---------------- | ---------------- | ---------------- | ---------------- | ---------------- | ---------- | ---------- | ---------- | ---------- | ---------- | ---------- | ---------- |
| 1960–1996        | nem indult       | nem indult       | nem indult       | nem indult       | nem indult       | nem indult       | nem indult       | nem indult       | nem indult       | nem indult | nem indult | nem indult | nem indult | nem indult | nem indult | nem indult |
| 2000             | nem jutott ki    | nem jutott ki    | nem jutott ki    | nem jutott ki    | nem jutott ki    | nem jutott ki    | nem jutott ki    | nem jutott ki    | nem jutott ki    | 6.         | 10         | 0          | 0          | 10         | 3          | 28         |
| 2004             | nem jutott ki    | nem jutott ki    | nem jutott ki    | nem jutott ki    | nem jutott ki    | nem jutott ki    | nem jutott ki    | nem jutott ki    | nem jutott ki    | 5.         | 8          | 0          | 0          | 8          | 1          | 18         |
| 2008             | nem jutott ki    | nem jutott ki    | nem jutott ki    | nem jutott ki    | nem jutott ki    | nem jutott ki    | nem jutott ki    | nem jutott ki    | nem jutott ki    | 7.         | 12         | 0          | 0          | 12         | 2          | 42         |
| 2012             | nem jutott ki    | nem jutott ki    | nem jutott ki    | nem jutott ki    | nem jutott ki    | nem jutott ki    | nem jutott ki    | nem jutott ki    | nem jutott ki    | 6.         | 10         | 0          | 0          | 10         | 1          | 25         |
| 2016             | nem jutott ki    | nem jutott ki    | nem jutott ki    | nem jutott ki    | nem jutott ki    | nem jutott ki    | nem jutott ki    | nem jutott ki    | nem jutott ki    | 6.         | 10         | 0          | 0          | 10         | 4          | 36         |
| 2020             | nem jutott ki    | nem jutott ki    | nem jutott ki    | nem jutott ki    | nem jutott ki    | nem jutott ki    | nem jutott ki    | nem jutott ki    | nem jutott ki    | 5.         | 10         | 1          | 1          | 8          | 3          | 20         |
| 2024             | nem jutott ki    | nem jutott ki    | nem jutott ki    | nem jutott ki    | nem jutott ki    | nem jutott ki    | nem jutott ki    | nem jutott ki    | nem jutott ki    | 6.         | 10         | 0          | 2          | 8          | 3          | 20         |
| Összesen         | 0/17             | –                | –                | –                | –                | –                | –                | –                | –                | Összesen   | 70         | 1          | 3          | 66         | 17         | 189        |

### UEFA Nemzetek Ligája
| Csoportkör | Csoportkör | Csoportkör | Csoportkör | Csoportkör | Csoportkör | Csoportkör | Csoportkör | Csoportkör | Csoportkör | Csoportkör      | Csoportkör | Egyenes kieséses szakasz | Egyenes kieséses szakasz | Egyenes kieséses szakasz | Egyenes kieséses szakasz | Egyenes kieséses szakasz | Egyenes kieséses szakasz | Egyenes kieséses szakasz | Egyenes kieséses szakasz | Egyenes kieséses szakasz |
| Szezon     | Liga       | Csoport    | H          | M          | Gy         | D          | V          | G+         | G–         | Feljutás/kiesés | Helyezés   | Év                       | Eredmény                 | M                        | Gy                       | D                        | V                        | G+                       | G–                       | Keret                    |
| ---------- | ---------- | ---------- | ---------- | ---------- | ---------- | ---------- | ---------- | ---------- | ---------- | --------------- | ---------- | ------------------------ | ------------------------ | ------------------------ | ------------------------ | ------------------------ | ------------------------ | ------------------------ | ------------------------ | ------------------------ |
| 2018–19    | D          | 1.         | 4.         | 6          | 0          | 4          | 2          | 2          | 9          | Állandó         | 53.        | 2019                     | nem jutott be            | nem jutott be            | nem jutott be            | nem jutott be            | nem jutott be            | nem jutott be            | nem jutott be            | nem jutott be            |
| 2020–21    | D          | 1.         | 4.         | 6          | 0          | 2          | 4          | 1          | 11         | Állandó         | 55.        | 2021                     | nem jutott be            | nem jutott be            | nem jutott be            | nem jutott be            | nem jutott be            | nem jutott be            | nem jutott be            | nem jutott be            |
| 2022–23    | D          | 1.         | 3.         | 6          | 2          | 2          | 2          | 6          | 7          | Állandó         | 53.        | 2023                     | nem jutott be            | nem jutott be            | nem jutott be            | nem jutott be            | nem jutott be            | nem jutott be            | nem jutott be            | nem jutott be            |
| 2024–25    | D          |            |            |            |            |            |            |            |            |                 |            | 2025                     | nem jutott be            | nem jutott be            | nem jutott be            | nem jutott be            | nem jutott be            | nem jutott be            | nem jutott be            | nem jutott be            |
| Összesen   | Összesen   | Összesen   | Összesen   | 18         | 2          | 8          | 8          | 9          | 27         |                 |            |                          | 0/4                      | –                        | –                        | –                        | –                        | –                        | –                        |                          |

## Játékosok

### Jelenlegi keret
A 2016. június 1-jei, Észtország elleni barátságos mérkőzés kerete.
| No. | P. | Név                | Születési dátum (Kor) | Vál. | Gól. | Jelenlegi klub    |
| --- | -- | ------------------ | --------------------- | ---- | ---- | ----------------- |
| 1   | K  | Josep Gómes        | 1985. december 3.     | 35   | 0    | ES Pennoise       |
| 13  | K  | Ferran Pol         | 1983. február 28.     | 23   | 0    | FC Andorra        |
|     |    |                    |                       |      |      |                   |
| 6   | V  | Ildefons Lima      | 1979. december 10.    | 100  | 10   | FC Santa Coloma   |
| 5   | V  | Emili Garcia       | 1989. január 11.      | 33   | 0    | ES Pennoise       |
| 23  | V  | Jordi Rubio        | 1987. november 1.     | 32   | 0    | UE Santa Coloma   |
| 21  | V  | Marc Garcia        | 1988. március 21.     | 31   | 0    | UE Rubí           |
| 21  | V  | Marc Garcia        | 1988. március 21.     | 31   | 0    | UE Rubí           |
| 15  | V  | Moisés San Nicolás | 1993. szeptember 22.  | 20   | 0    | FC Lusitans       |
| 4   | V  | Max Llovera        | 1997. január 8.       | 5    | 0    | Lleida Esportiu   |
|     |    |                    |                       |      |      |                   |
| 18  | KP | Josep Ayala        | 1980. április 8.      | 83   | 1    | FC Andorra        |
| 7   | KP | Marc Pujol         | 1982. augusztus 21.   | 68   | 2    | FC Santa Coloma   |
| 8   | KP | Márcio Vieira      | 1984. október 10.     | 67   | 0    | Atlético Monzón   |
| 3   | KP | Marc Vales         | 1990. április 4.      | 41   | 0    | CE L’Hospitalet   |
| 2   | KP | Cristian Martínez  | 1989. október 16.     | 38   | 1    | FC Santa Coloma   |
| 19  | KP | Iván Lorenzo       | 1986. április 15.     | 28   | 0    | Atlètic Alpicat   |
| 14  | KP | Sergi Moreno       | 1998. január 23.      | 2    | 0    | FC Andorra        |
|     |    |                    |                       |      |      |                   |
| 17  | CS | Aaron Sanchez      | 1996. június 5.       | 8    | 0    | Lleida Esportiu B |
| 12  | CS | Andreu Matos       | 1995. december 1.     | 2    | 0    | UE Engordany      |
| 17  | CS | Alexandre Martínez | 1998. október 10.     | 2    | 0    | FC Andorra        |

## Válogatottsági rekordok
Az adatok 2016. november 13. állapotoknak felelnek meg.
- A még aktív játékosok (Félkövérrel) vannak megjelölve.

| # | Játékos                 | Vál. | Gól | Időszak   |
| - | ----------------------- | ---- | --- | --------- |
| 1 | Óscar Sonejee           | 106  | 4   | 1997–2015 |
| 2 | Ildefons Lima           | 103  | 10  | 1997–     |
| 3 | Josep Ayala             | 83   | 1   | 2002–     |
| 4 | Manolo Jiménez          | 79   | 1   | 1998–2012 |
| 5 | Koldo Álvarez de Eulate | 78   | 0   | 1998–2009 |
| 6 | Marc Pujol              | 72   | 2   | 2000–     |
| 7 | Márcio Vieira           | 71   | 0   | 2005–     |
| 7 | Txema Garcia            | 71   | 0   | 1997–2009 |
| 9 | Juli Sánchez            | 67   | 1   | 1996–     |
| 9 | Justo Ruiz              | 67   | 2   | 1998–2008 |

| # | Játékos           | Vál. | Gól | Időszak   |
| - | ----------------- | ---- | --- | --------- |
| 1 | Ildefons Lima     | 103  | 10  | 1997–     |
| 2 | Óscar Sonejee     | 106  | 4   | 1997–2015 |
| 3 | Emiliano González | 37   | 3   | 1998–2003 |
| 3 | Jesús Lucendo     | 29   | 3   | 1996–2003 |
| 5 | Marc Pujol        | 72   | 2   | 2000–     |
| 5 | Justo Ruiz        | 67   | 2   | 1998–2008 |
| 5 | Fernando Silva    | 51   | 2   | 2002–2013 |

### Ismertebb játékosok
- Koldo Álvarez: az 1970-es születésű játékos 1998 és 2009 között 78 alkalommal védte a válogatott kapuját. Karrierje során több alacsonyabb osztályú spanyol csapatban védett, 1991-ben az Atlético Madrid első keretébe is felkerült, de mérkőzésen nem lépett pályára. 2010 óta a válogatott szövetségi kapitánya.
- Ildefons Lima: a jelenleg is aktív középső védő 17 évesen már válogatottnak mondhatta magát, ahol eddig 95 mérkőzésen lépett pályára, és 10 góljával nemzeti csúcstartó. Játszott karrierje során Svájcban, Görögországban, Olaszországban és Mexikóban is. Spanyolországban a Las Palmas és a Rayo Vallecano is csapataiban szerepelt. Most Andorrán játszik.
- Justo Ruiz: spanyol utánpótlás-válogatott volt, végül Andorrán lett felnőtt válogatott, és 67 mérkőzésen 2 gólt szerzett. Karrierje nagy részében Andorrán játszott, de volt Portugálián és több alacsonyabb osztályú spanyol csapatnál is a korábbi középpályás. Jelenleg az FC Andorra nevű kiscsapat edzője.
- Óscar Sonejee: a még most is aktív középpályás klubokban csak Andorrán focizott, 106 válogatottságával viszont csúcstartó, és szerzett 4 gólt is. Most is Andorrán játszik.
- Txema Garcia: az egykori balhátvéd 1997 és 2009 között 71-szer lépett pályára a válogatottban.
- Sergi Moreno: az 1987-es születésű középpályás eddig 52-szer játszott a válogatottban, gólt viszont nem szerzett. Több alacsonyabb osztályú spanyol csapatnál is szerepelt, jelenleg is egy negyedosztályú csapat tagja. Játszott korábban Olaszországban, Albánián és Máltán is.
- Josep Ayala: a középpályás 2002 óta válogatott tagja, 79 meccsen 1 gólt lőtt. Spanyolországban és Franciaországban is egy harmadosztályú csapatban szerepelt. Most Andorrán focizik.
- Fernando Silva: a csatár a válogatottól 2013-ban, a labdarúgástól 2014-ben vonult vissza, előbbiben 51 meccsen 2 gólt szerzett. Karrierje nagy részében alacsonyabb osztályú spanyol csapatokban játszott.
- Marc Pujol: a középpályás 2000 óta tagja a válogatott tagja, eddig 65 mérkőzésen 2 gólt szerzett. Alacsonyabb osztályú spanyol csapatokban is szerepelt, most Andorrán játszik.